# Jean-Baptiste Chassignet
Œuvres principales
Le Mépris de la vie et Consolation contre la mort (1594)
Jean-Baptiste Chassignet, né en 1571 à Besançon et mort en 1635 à Gray, est un poète baroque de langue française, mais aussi historien, avocat et commentateur de textes bibliques comtois.

## Biographie
Né à Besançon en 1571 et mort à Gray en 1635, Jean-Baptiste Chassignet est le fils d’un médecin et d'une dame de petite noblesse, Claude de Saline. Il reçoit une formation humaniste, étudie au collège de sa ville, puis s'intéresse au droit qu'il apprend à l'université de Dole. Il y obtient son doctorat, ce qui le mène à une carrière d’avocat fiscal et de conseiller au bailliage de Gray.
Attaché à sa province, il rédige des monographies sur l'histoire de la Franche-Comté. Mais dès l’âge de vingt-trois ans, il achève l’immense suite de 434 sonnets, répartis en neuf sections, qui a pour titre Le Mépris de la vie et Consolation contre la mort, publiée en 1594. Ce sont des sonnets souvent admirables et très représentatifs de la sensibilité de l’époque par leur ardeur sombre qui unit, par ses images, violent réalisme, âpreté du ton, ferveur mystique. C'est une œuvre édifiante et monstrueuse, fruit de l’angoisse d’un jeune humaniste, catholique fervent et moraliste obsédé par la mort et par la vanité du monde.
Il écrit ensuite des paraphrases de textes bibliques, sur les Douze Petits Prophètes (1601) et sur les Psaumes (1613).
L’œuvre de ce Franc-comtois a été exhumée par les recherches entreprises depuis la Seconde Guerre mondiale sur la littérature baroque en France, notamment à la suite des travaux de Jean Rousset. Il avait été une première fois sauvé de l'oubli par Gérard de Nerval qui publie, en octobre 1830, un Choix de poésies de Ronsard, Du Bellay, Baïf, Belleau, Du Bartas, Chassignet, Desportes, Régnier qu'il fait précéder d'une introduction.

## Œuvres
- Le Mespris de la vie et consolation contre la mort, 1594,
- Douze Petits Prophètes (1601)
- Les Paraphrases sur les cent cinquante pseaumes de David, mis en vers françois, Lyon, Claude Morillon, (1613)
- Citations in Jean Rousset, Anthologie de la poésie baroque française, Paris, Armand Collin, 1961 ; puis Paris, José Corti, 1988.
- Le Mépris de la vie et Consolation contre la mort (1594), Paris, Hachette Livre BNF, 2012.
- Le Mépris de la vie et Consolation contre la mort ,Bussy-le-Repos, Obsidiane 2021.

## Pour approfondir